# Justyn (Hodea)
Justyn, imię świeckie Ioan Hodea (ur. 23 czerwca 1961 w gminie Rozavlea) – rumuński biskup prawosławny.

## Życiorys
W 1976 wstąpił jako posłusznik do monasteru Rohia, gdzie jego opiekunem duchowym był przełożony wspólnoty Serafin (Man). W latach 1978–1979 uczył się w seminarium duchownym w Krajowej. Następnie przeniósł się do seminarium duchownego w Klużu-Napoce, które ukończył w 1983. W 1984 został wyświęcony na diakona przez biskupa Justyniana (Chirę). Ten sam duchowny udzielił mu w tym samym roku święceń kapłańskich. Rok później złożył w monasterze Rohia wieczyste śluby mnisze, przyjmując imię zakonne Justyn. 
W latach 1988–1992 studiował teologię prawosławną na uniwersytecie im. Luciana Blagi w Sybinie, uzyskując licencjat w zakresie teologii po obronie pracy dyplomowej poświęconej monasterom i ich znaczeniu dla duchowości Cerkwi. W czasie nauki, w 1989, został przełożonym monasteru Rohia, zaś w 1993 otrzymał godność archimandryty. 
22 marca 1994 został nominowany na biskupa pomocniczego eparchii Marmaroszu i Sătmaru z tytułem biskupa sigheckiego. Jego chirotonii biskupiej, która odbyła się 17 kwietnia tego samego roku, przewodniczył metropolita Siedmiogrodu Antoni. W 2011 obronił doktorat w zakresie biblistyki. 
W 2016 został biskupem Maramureszu i Sătmaru.